# ينغفي فيلاند
ينغفي فيلاند (بالألمانية: Yngve Wieland)‏ هو مغن مؤلف ألماني، ولد في 9 نوفمبر 1983.